# Topes de Collantes
Rund 800 Meter über dem Meeresspiegel, in der Sierra del Escambray Kubas, befindet sich der Nationalpark Topes de Collantes (spanisch: Parque Nacional Topes de Collantes).

## Flora und Fauna
Die Vegetation innerhalb des Nationalparks gestaltet sich sehr vielfältig. Die gebirgige Region ist durchzogen von tropischem Regenwald, aber auch Kiefern-, Eukalyptus- und Laubwälder sind Ökosysteme im Topes de Collantes. Ferner prägen Flüsse, unterirdische Höhlensysteme, Seen und Wasserfälle das Landschaftsbild und bieten einen Lebensraum für unterschiedliche Tier- und Pflanzenarten.

## Wandertourismus
Der Nationalpark nahe der zentralen Südküste Kubas gilt als beliebtes Wandergebiet. Zwei Hauptwanderrouten können unterschieden werden. Einerseits ein Wanderweg, der über die Höhle La Batata zur Hacienda Codina  mit ihren Orchideen- und Bambusgärten führt. Anderseits eine Wanderroute mit durchschnittlichem Schwierigkeitsgrad, die sich durch den tropischen Regenwald bis zum Salto del Caburní zieht.